# Phaeodactylum tricornutum
Phaeodactylum tricornutum é uma espécie de diatomácea, a única espécie do gênero Phaeodactylum. Ao contrário doutras diatomáceas, esta espécie pode apresentar-se em diferentes morfotipos (fusiforme, trirradiada e oval), e as mudanças na forma da célula podem ser estimuladas pelas condições ambientais. Esta característica pode ser usada para explorar a base molecular do controlo da forma celular e morfogénese. Ao contrário da maioria das diatomáceas, a  P. tricornutum  pode crescer na ausência de silício, e pode sobreviver sem produzir a sua frústula silicificada. Isto é uma oportunidade para a exploração experimental da nanofabricação em diatomáceas baseada no silício.
Outra particularidade é que durante a sua reprodução assexuada as frústulas parecem não tornar-se mais pequenas. Isso permite o seu cultivo continuado sem necessidade de reprodução sexuada. Na verdade, não se sabe se a P. tricornutum pode reproduzir-se sexualmente, uma vez que não foram obtidos até agora provas desta reprodução em laboratório. Embora a P. tricornutum  possa ser considerada uma diatomácea penada atípica, é uma das principais espécies de diatomáceas modelo. Foi estabelecido um protocolo de transformação e estão disponíveis vetores de interferência de RNA para a esta espécie. Isto facilita muito os estudos de genética molecular sobre a espécie.

## Sequenciamento genético
P. tricornutum  é uma das duas espécies de diatomáceas cujo genoma foi sequenciado (a outra é  Thalassiosira pseudonana ). O genoma contém aproximadamente 10% de genes do tipo procariota, o que representa uma proporção excepcionalmente grande. Na Diatom EST Database foram organizados cerca de 30.000 marcadores de sequência expressa ou ESTs (expressed sequence tags) desta espécie.

## Distribuição
A área de distribuição da Phaeodactylum varia desde França e Alemanha na Europa, à Nova Escócia na América do Norte.
A Phaeodactylum tricornutum é considerada uma fonte de energia potencial de microalgas. Cresce rapidamente e armazena lipídios que constituem entre 20 e 30% do seu peso seco celular em condições de cultivo.normal. A limitação de nitrogénio pode induzir um acúmulo de lípidos neutros na  P. tricornutum , o que pode ser aproveitado em possíveis estratégias para melhorar a produção de biodiesel de microalgas.